# Slovan Bratysława (piłka nożna)
Športový Klub Slovan Bratysława (słow. Športový Klub Slovan Bratislava) – słowacki wielosekcyjny klub sportowy, z siedzibą w Bratysławie.

## Historia
3 maja 1919 roku powstał protoplasta Slovana – I. Československý športový klub Bratislava. W 1939 roku, gdy Słowacja odłączyła się od Czech, zawarła sojusz z Niemcami i wprowadziła ustrój faszystowski, powołano do życia związek piłkarski z siedzibą w Żylinie i zorganizowano klubowe mistrzostwa kraju. W latach 1940–1945 klub czterokrotnie zdobył mistrzostwo kraju. W grudniu 1939 roku rozpoczęto budowę Tehelnégo pola, który ukończony został w niecały rok.
Po II wojnie światowej i powrocie Słowacji do wspólnej państwowości z Czechami klub znowu zmienił nazwę, tym razem na Sokol NV Bratislava. W 1949 roku zdobył mistrzostwo Czechosłowacji. Kolejne tytuły zdobywał w latach 1950, 1951 i 1955.
W 1961 roku po fuzji Sokola TJ Dimitrov, pojawia się po raz pierwszy nazwa Slovan, choć obecna nazwa klubu została ustanowiona dopiero w 1990 roku. W 1968 roku, kiedy trenerem został Michal Vičan, klub zdobył Puchar Czechosłowacji, zespół awansował wówczas również do Pucharu Zdobywców Pucharów. Wygrał dwa pierwsze mecze, następnie pokonał w ćwierćfinale AC Torino i w półfinale szkocki AFC Dunfermline. 21 maja 1969 w Bazylei, Slovan odniósł swój największy sukces w historii. Zwyciężył on w finale Pucharu Zdobywców Pucharów FC Barcelonę 3:2 – po bramkach Cvetlera, Hrivnaka i Jana Capkovicia; dla Barcy trafiali Zaldua i Carlos Rexach. Następnie, po piętnastoletniej przerwie, w 1970 roku Slovan ponownie zdobył mistrzostwo Czechosłowacji. Po Vičanie trenerem został Jozef Vengloš, który zdobył z klubem kolejne tytuły mistrzowskie – w latach 1974 i 1975.
Po siedemnastoletniej przerwie, w 1992 roku, Slovan zdobył ósme i ostatnie mistrzostwo Czechosłowacji. Po ponownym uzyskaniu suwerenności przez Słowację w 1993 roku, ruszyła słowacka Superliga. Pierwszy tytuł w 1994 roku zdobył Slovan. Powtórzył ten sukces jeszcze w latach 1995 i 1996. Ostatni triumf Slovana w lidze słowackiej to mistrzostwo zdobyte w 1999 roku. W sezonie 2003/2004 zespół spadł do II ligi słowackiej. W sezonie 2006/2007 klub powrócił do Superligi. Od tego momentu, klub zdobył Mistrzostwo Słowacji kolejne 11 razy.

### Chronologia nazw
- 1919: 1. Československý Športový Klub (1. ČsŠK) Bratislava
- 1939: Športový Klub (ŠK) Bratislava
- 1948: Sokol Bratislava
- 1948: Sokol Národný výbor (NV) Bratislava
- 1953: Telovýchovná Jednota (TJ) Sokol Bratislava Ústredný národný výbor (UNV)
- 1961: Telovýchovná Jednota (TJ) Sokol Bratislava Chemické závody Juraja Dimitrova (CHZJD)
- 1990: Športový Klub (ŠK) Slovan Bratislava[8]

## Sukcesy

### Krajowe
- Mistrzostwo Czechosłowacji (8x): 1949, 1950, 1951, 1955, 1970, 1974, 1975, 1992[18]
- Puchar Czechosłowacji (5x): 1962, 1963, 1968, 1974, 1982[18]
- Mistrzostwo Słowacji (23x): 1926, 1927, 1930, 1932, 1940, 1941, 1942, 1944, 1994, 1995, 1996, 1999, 2009, 2011, 2013, 2014, 2019, 2020, 2021, 2022, 2023, 2024, 2025[18]
- Puchar Słowacji w ramach Czechosłowacji (7x): 1970, 1972, 1974, 1976, 1982, 1983, 1989
- Puchar Słowacji (10x): 1994, 1997, 1999, 2010, 2011, 2013, 2017, 2018, 2020, 2021
- Superpuchar Słowacji (4x): 1994, 1996, 2009, 2014

### Międzynarodowe
- Puchar Zdobywców Pucharów: 1969[19]

## Obecny skład
Stan na 26 lipca 2022
| Nr | Poz. | Piłkarz                  |
| -- | ---- | ------------------------ |
| 1  | BR   | Adrián Chovan            |
| 2  | OB   | Siemen Voet              |
| 3  | PO   | Uche Agbo                |
| 4  | OB   | Guram Kaszia             |
| 5  | OB   | Richard Križan           |
| 7  | NA   | Vladimír Weiss (kapitan) |
| 8  | PO   | Dávid Holman             |
| 9  | NA   | Ivan Šaponjić            |
| 10 | PO   | Rabiu Ibrahim            |
| 11 | NA   | Tigran Barseghjan        |
| 14 | OB   | Myenty Abena             |
| 16 | PO   | Alen Mustafić            |
| 17 | OB   | Jurij Medveděv           |
| 18 | NA   | David Hrnčár             |
| 19 | NA   | Andre Green              |

| Nr | Poz. | Piłkarz                              |
| -- | ---- | ------------------------------------ |
| 20 | PO   | Dżaba Kankawa                        |
| 21 | PO   | Jaromír Zmrhal                       |
| 22 | BR   | Matúš Ružinský                       |
| 24 | NA   | Eric Ramírez (wyp. z Dynama Kijów)   |
| 25 | OB   | Lukáš Pauschek                       |
| 30 | BR   | Michal Šulla                         |
| 31 | BR   | Martin Trnovský                      |
| 33 | PO   | Juraj Kucka                          |
| 35 | BR   | Adam Hrdina                          |
| 36 | OB   | Lucas Lovat                          |
| 55 | NA   | Žan Medved                           |
| 70 | PO   | Giorgi Czakwetadze (wyp. z KAA Gent) |
| 77 | NA   | Aleksandar Čavrić                    |
| 81 | OB   | Vernon De Marco                      |

### Piłkarze na wypożyczeniu
| Nr | Poz. | Piłkarz                                                                |
| -- | ---- | ---------------------------------------------------------------------- |
|    | NA   | Adler Da Silva (wypożyczony do Zemplína Michalovce do 30 czerwca 2023) |
|    | OB   | Kenan Bajrić (wypożyczony do Pafos FC do 31 maja 2023)                 |

| Nr | Poz. | Piłkarz                                                         |
| -- | ---- | --------------------------------------------------------------- |
|    | PO   | Filip Lichý (wypożyczony do MFK Ružomberoku do 30 czerwca 2023) |
|    | OB   | Matúš Vojtko (wypożyczony do HNK Goricy do 30 czerwca 2023)     |